# Прапор Дубровиці
Прапор Дубро́виці — офіційний символ міста Дубровиця. Затверджений 7 серпня 1998 року сесією Дубровицької міської ради.

## Опис
Квадратне полотнище, на синьому тлі жовтий якір, на білій верхній горизонтальній смузі (шириною в 3/10 ширини прапора) сім зелених дубових листків і два жовті жолуді з коричневими шапочками.
Фактично міська рада використовує дещо інший прапор, складений із чотирьох горизонтальних смуг — білої, синьої, жовтої та зеленої, з накладеним на них зображенням герба.

## Інші варіанти

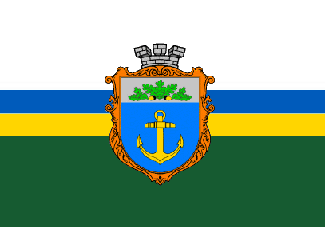
На деяких сайтах представлений наступний прапор Дубровиці

## Автори
Автори — А. Гречило та Ю. П. Терлецький.